# Krugsdorf
Krugsdorf település Németországban, Mecklenburg-Elő-Pomeránia tartományban. Lakosainak száma 483 fő (2023. december 31.).

## Népesség
A település népességének változása:
| Lakosok száma | 421  | 415  | 447  | 484  | 483  | 483  |
|               | 2010 | 2017 | 2019 | 2021 | 2022 | 2023 |